# يركيبولان سيداخميت
يركيبولان سيداخميت (23 فبراير 2000 بطراز في كازاخستان - ) هو لاعب كرة قدم كازاخستاني في مركز مهاجم ‏.

## روابط خارجية
- يركيبولان سيداخميت على موقع الاتحاد الأوربي (الإنجليزية)
- يركيبولان سيداخميت على موقع بيانات كرة القدم. دي إي (الألمانية)
- يركيبولان سيداخميت على موقع ناشيونال فوتبول تيمز (الإنجليزية)
- يركيبولان سيداخميت على موقع Soccerway.com (الإنجليزية)
- يركيبولان سيداخميت على موقع عالم كرة القدم.نت (الإنجليزية)